# Luther Roberts
Luther Kendrick Roberts (ur. 30 czerwca 1902 w Nevadzie w stanie Missouri, zm. 3 sierpnia 1972 w Escondido) – amerykański strzelec, olimpijczyk.
Roberts wystąpił na Letnich Igrzyskach Olimpijskich 1932 w jednej konkurencji – pistolecie szybkostrzelnym z 25 m. Uplasował się na 7. miejscu ex aequo z 4 zawodnikami.
W 1932 roku mieszkał w Pasadenie. Zawodowo zajmował się uprawą awokado.

## Wyniki

### Igrzyska olimpijskie
| Igrzyska         | Konkurencja                   | Wynik            | Miejsce | Źródło |
| ---------------- | ----------------------------- | ---------------- | ------- | ------ |
| Los Angeles 1932 | Pistolet szybkostrzelny, 25 m | 29 pkt. (18–6–5) | 7       | [ 1 ]  |